# 江戸川区立下小岩小学校

## ・基本情報
校庭は、砂のフィールドではなくアスファルト素材で出来ている。なお、校舎側が砂場になっている。かつては、プレハブ(すくすくスクール)があったが、(校舎に置き場がない)今は校舎内にまとめられている。校舎の場所は、〒133-0056 東京都江戸川区南小岩5-5-13。校舎は、2025年4月より旧校舎より移転した。

## ・外部リンク
https://edogawa.schoolweb.ne.jp/1310306/page/root ←下小岩小公式

## ・著名な出身者
・栃錦清隆